# Бзибський хребет

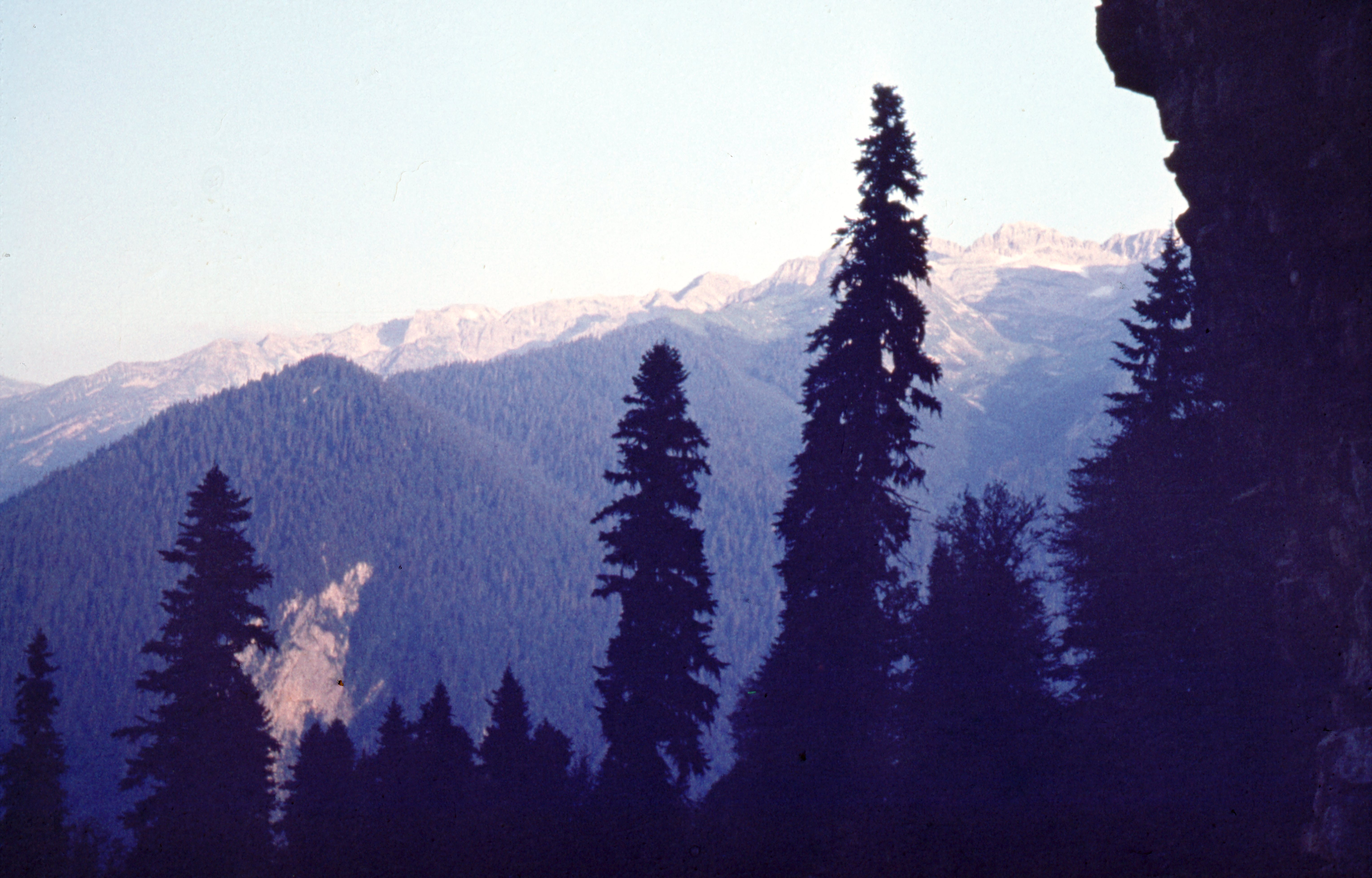
Бзибський хребет з півночі

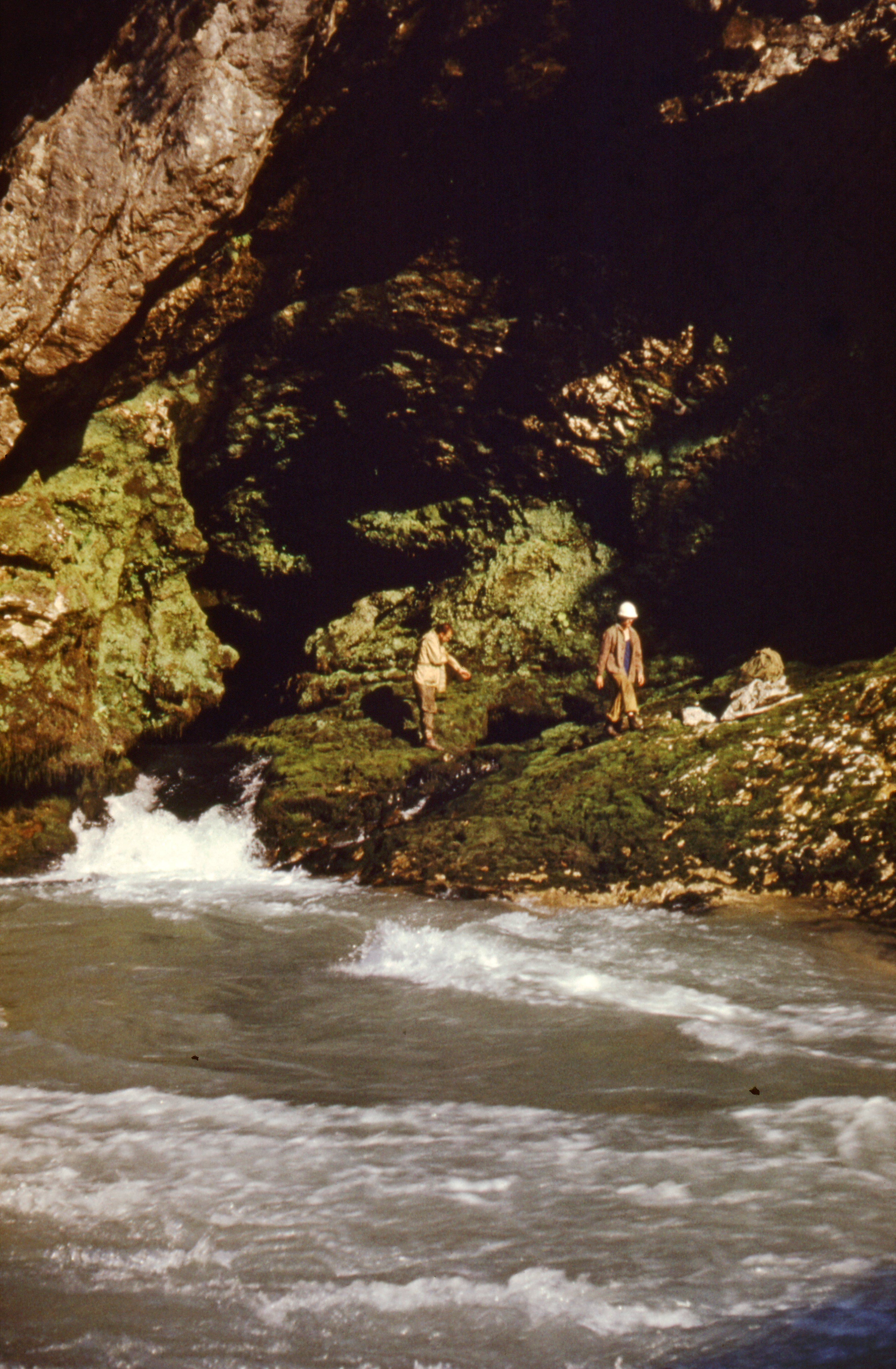
Північний Бзибський воклюз

Бзибський (Бзипський) хребет — гірський хребет в Абхазії, в західній частині Великого Кавказу.
Складний переважно вапняками, дуже широко поширені карстові явища. Простягається у відповідності з напрямком складчастості паралельно Головному Кавказькому (Вододільному) хребту на південь від останнього. З півночі і заходу відмежований долиною річки Бзибь, зі сходу — невеликим зниженням за горою Хімса (перевал Амткел) і долиною річки Келасурі, що відмежує його від Абхазького хребта. На південь поступово знижується до причорноморських рівнин. Північний схил хребта крутий, південний — пологий і розбитий на окремі відроги річковими долинами (річки Хипста, Аапста, Західна Гуміста, Східна Гуміста, Келасурі). Довжина хребта близько 50 км.
Найвища точка — гора Хімса (3033 м), другою за висотою є г. Дзишра (2623 м). Є ряд перевалів, в тому числі Доу (Сухумський) — 1387 м, Хімса — 2454 м, Гудаутський, Дуріпшський, Дзіна. У хребті розташована безліч карстових колодязів, шахт і печер, в тому числі печера Снігова.
По схилах широколистяні і хвойні ліси, вище — гірські луки.

## Печери Бзибського хребта
- 82-102
- Баг'янська
- Білоруська
- Богумінська
- Весняна
- Весела
- Глуха
- Графське провалля
- Дебют
- Єнісейська
- Жога
- Загадка
- Дзвінка
- Ізабелла
- Примхлива
- КРЕ-16-82
- Мчішта
- Надія
- Напра
- НКСС-83/1
- Ноктюрн
- НСЕ-81-110
- Оркус
- ім. В. Пантюхіна
- Пілугська
- Піонерська
- Пкинська
- Райдужна
- Сибірська
- Студентська
- Хімсульська
- Тавберидзе
- ТК-80/160
- Чапарська
- Чорногорська
- Чіпширинська-1
- Чіпширинська-2
- Форельна
- Шацхоцринска
- Юнона